# 圣多美 (巴拉那州)
圣多美（葡萄牙語：São Tomé）是巴西巴拉那州的一个市镇。总面积218.624平方公里，总人口5482人，人口密度25.1人/平方公里。